# Bjørn Hansen (musiker)
 For alternative betydninger, se Bjørn Hansen. (Se også artikler, som begynder med Bjørn Hansen)
Bjørn Hansen (født d. 10. december 1943, København) er en dansk musiker, der er kendt som forsangeren i popgruppen Bjørn & Okay siden 1968.
Bjørn er født i København, hvor han spillede i forskellige danseorkestre og samtidig passede sit job i en Radio- og TV-forretning. I 1964 flyttede han til Thy hvor han året efter fik sønnen Johnny.